# Elecciones estatales extraordinarias de Colima de 1973
Las elecciones estatales extraordinarias de Colima de 1973 se llevaron a cabo el 23 de diciembre de 1973, con motivo del suicidio del gobernador electo Antonio Barbosa Heldt y en ellas se renovaron los siguientes cargos de elección popular:
- Gobernador de Colima. Titular del Poder Ejecutivo del estado, electo para un periodo de seis años no reelegibles en ningún caso, el candidato electo fue Arturo Noriega Pizano.

## Resultados electorales

### Gobernador
|  | 12.0 % |

|  | 87.9 % |

|  | 100.00 % |